# Ла Ромита (Ређо Емилија)
Ла Ромита је насеље у Италији у округу Ређо Емилија, региону Емилија-Ромања.
Према процени из 2011. у насељу је живело 27 становника. Насеље се налази на надморској висини од 1078 м.